# Cuerpo de Intendencia de la Armada
El Cuerpo de Intendencia de la Armada es uno de los Cuerpos Patentados de la Armada Española, teniendo como funciones el planeamiento y gestión de los recursos económicos y el asesoramiento en materia económico-financiera en el ámbito de la Armada, servicios administrativos, adquisiciones de efectos, factorías de víveres, vestuario, abastecimiento y demás servicios logístico-económicos.

## Historia
Los más antiguos antecedentes del Cuerpo de Intendencia de la Armada los encontramos bajo el reinado de Fernando III el Santo, donde embarcaban en sus galeras y naos los oficiales de “cuenta y razón”. En 1354 se establecen por primera vez las facultades de una Administración Naval en las “Ordenanzas Navales de la Corona de Aragón”. En estas existió la figura del Veedor, que tenía la función intendente y representante de la Hacienda. También existía la figura de los escribanos: El Escribano Real, que iba a bordo de los buques, interviniendo en las operaciones administrativas de a bordo, escrituras, pagos, inventarios, etc. Escribano de Galeones y Flotas, Escribano de Galeras, que ejercía la acción de la Hacienda en las mismas, Escribano de Naos, Escribanos de Ración…
Con la unificación de las diez Armadas que con tribunales independientes y distintas denominaciones habían existido hasta principios del siglo XVIII, se crea el Cuerpo de Ministerio de Marina en 1717, al que se puede considerar como el verdadero antecedente del Cuerpo de Intendencia. Se designa a don José Patiño Rosales intendente general, que fue creador de las Reales Compañías de Guardias Marinas. El 27 de abril de ese año se fijan las categorías de este Cuerpo que serían: Intendente, Ordenador, Subordenador, Comisario, Subcomisario, Oficial primero, Oficial segundo, Oficial tercero y Meritorio.
Ese mismo año se organiza el Cuerpo sobre la base de los antiguos veedores, tenedores y contadores de la Armada, instituyendo en Cádiz la Comisaría de Ordenación y Contaduría de Marina para la cuenta y razón general del Reino. 
Distintas denominaciones. 

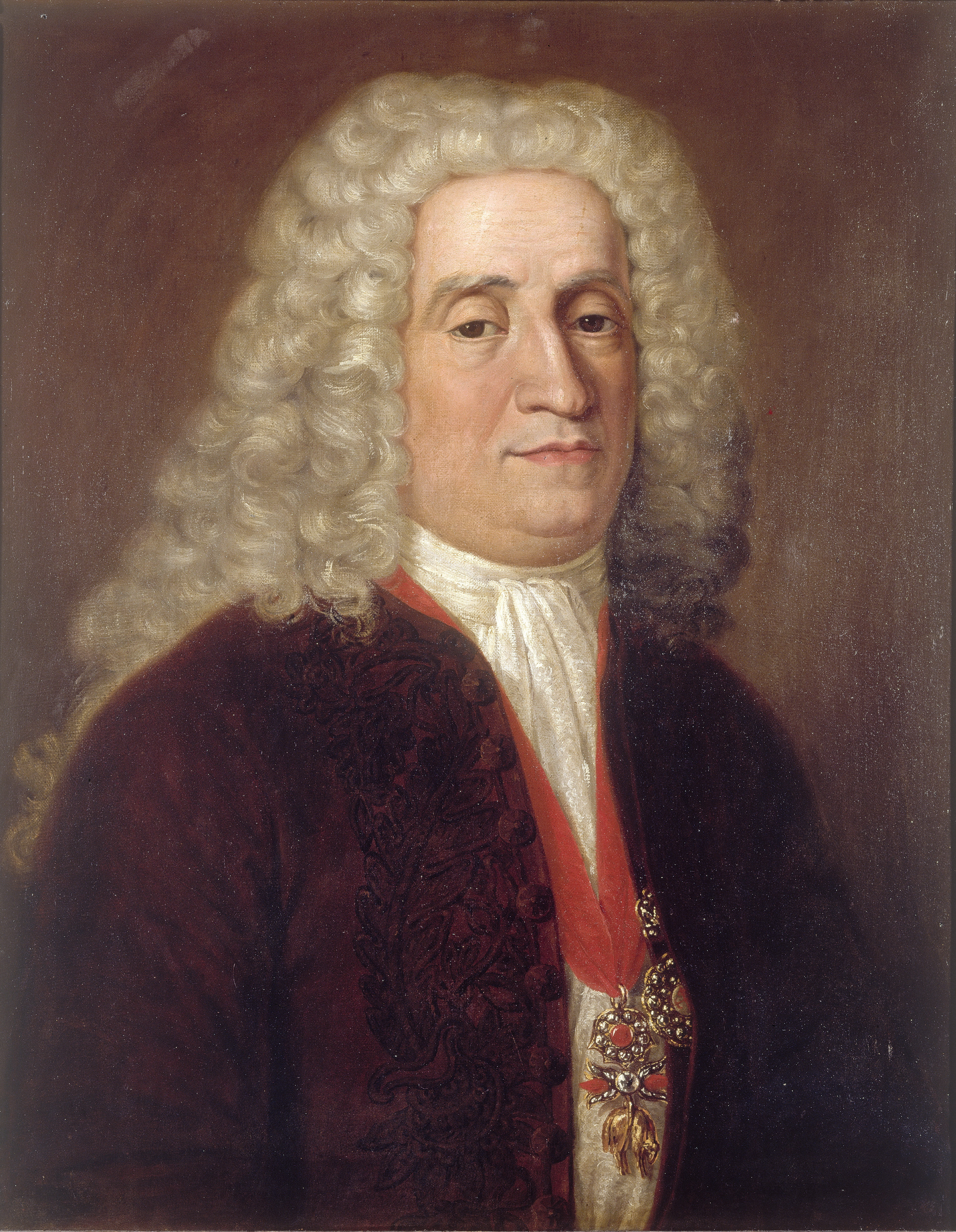
José Patiño Rosales

En sucesivas reformas en los años 1829, 1847, 1858 se fijarán las distintas categorías del cuerpo. 
En el proyecto de Ley Consultiva de la Armada de 23 de octubre de 1901, el ministro de Marina, proponía que el Cuerpo debería denominarse en lo sucesivo «Cuerpo de Contabilidad de la Armada».
Don Luis de Pando Pedrosa, que posteriormente sería jefe del Cuerpo, presentó un amplio informe en el Senado en la información pública abierta, sobre el mencionado proyecto. En él se decía: «La denominación de Cuerpo de Contabilidad no tiene razón de ser, y resulta, por consiguiente, un tanto depresiva desde el momento en que se observa que se ha escogido la función más insignificante, la de índole más mecánica y la que revela menos autoridad y menos facultad dispositiva o determinación propia dentro de la esfera de acción en que debe desenvolverse la gestión del referido Cuerpo». Finalmente esta denominación no prosperó.
El 2 de febrero de 1915 ingresa la primera promoción, a la que se exige tener aprobadas cuatro asignaturas de la carrera de Derecho: economía política, derecho político, administrativo y mercantil, además de matemáticas, etc. Casi todos los que ingresaban poseían la licenciatura y algunos el doctorado. Un Real Decreto de 28 de diciembre de 1921 exigía la licenciatura en Derecho y establecía el ingreso como alférez alumno. Los aspirantes hacían un año dividido en dos semestres y otro como oficiales alumnos, siendo al final examinados para ser promovidos a contadores de fragata.
En 1926 se inauguró la Escuela de Administración de la Armada, en el edificio que antes había ocupado la Real Compañía de Guardias Marinas de Cartagena. Los alumnos eran licenciados en Derecho, título que ya se exigía para el ingreso.
En 1929 se cambia la denominación del Cuerpo, que se llamará Cuerpo de Contaduría e Intervención de la Armada. Continúa con carácter político-militar asignándosele las siguientes categorías:
Ordenador (Coronel), 
Comisario de 1ª (Teniente coronel),
Comisario (Comandante),
Contador de navío (Capitán),
Contador de fragata (Teniente). 
Al frente de todos los servicios había un intendente general asimilado a jefe superior de Administración Civil.
En 1930 cambia nuevamente su denominación por la de Cuerpo de Intendencia e Intervención de la Armada, cambiando también las denominaciones de los empleos: Intendente general (Vicealmirante);Intendente (Contraalmirante);
Subintendente (Capitán de navío);
Comisario de1ª clase (Capitán de fragata); Comisario (Capitán de corbeta); 
Contador de navío (Teniente de navío) y
Contador de fragata (Alférez de navío).
El 18 de junio de 1931 el Cuerpo pasará a llamarse de Intendencia de la Armada. Para este cambio de denominación se había explorado la voluntad de los miembros del Cuerpo, que en un número importante opta por el cambio.
Las nuevas categorías del Cuerpo de Intendencia, al dejar de ser cuerpo político-militar, eran las siguientes: general, coronel, teniente coronel, comandante, capitán, teniente y alférez alumno (seguidos de las palabras “de intendencia”), y se le asigna como distintivo un sol bordado en oro. El 2 de octubre de 1931 ingresaría la última promoción que poseía la licenciatura en Derecho. 
El 10 de diciembre de 1934 se convocan oposiciones para el Cuerpo, con nuevo régimen de estudios. Se exige el título de bachiller y el mismo plan de formación que a los alumnos del Cuerpo General, dos cursos como aspirante, dos como guardia marina y el último como alférez alumno. El ingreso se efectúa en la Escuela Naval Militar. El 18 de julio de 1935 ingresan dieciséis aspirantes de primer curso.
Durante la guerra civil, se convocaron cursillos para alféreces provisionales del Cuerpo. Se exigía título de licenciado en Derecho, de la Carrera Mercantil o pertenecer al Cuerpo de Auxiliares de Oficinas y Archivos, con determinadas condiciones.
La primera convocatoria celebrada ya en circunstancias normales es de 23 de octubre de 1940. Después seguiría una serie regular de ellas hasta el año 1943, en que pasan todos los alumnos de los cuerpos de la Armada a la nueva Escuela Naval Militar, ubicada en Marín.

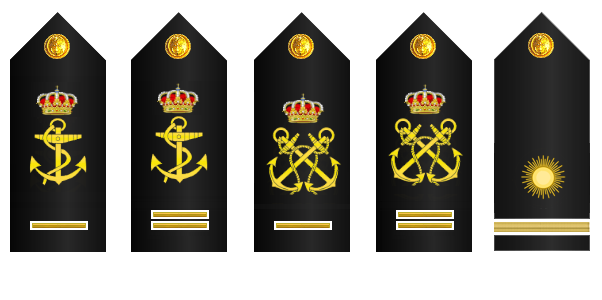
Palas de alumnos de intendencia de la E.N.M.

El Cuerpo de Intendencia tuvo dos escalas actualmente extinguidas. La primera, la de Complemento, fue creada en 1942, en la que ingresó personal de diversas procedencias y de forma regular y permanente, personal procedente de la Milicia Naval Universitaria. Este personal procedía de las facultades de Derecho y Ciencias Económicas, de la carrera de Comercio y del Cuerpo Pericial de Aduanas.
La segunda, la Especial, fue creada por Ley de 21 de julio de 1973, dando opción a los componentes del Cuerpo de Oficinas para integrarse en ella, quedando los que no lo efectuaron en aquel cuerpo hasta su extinción. 
Especialidades y cursos.

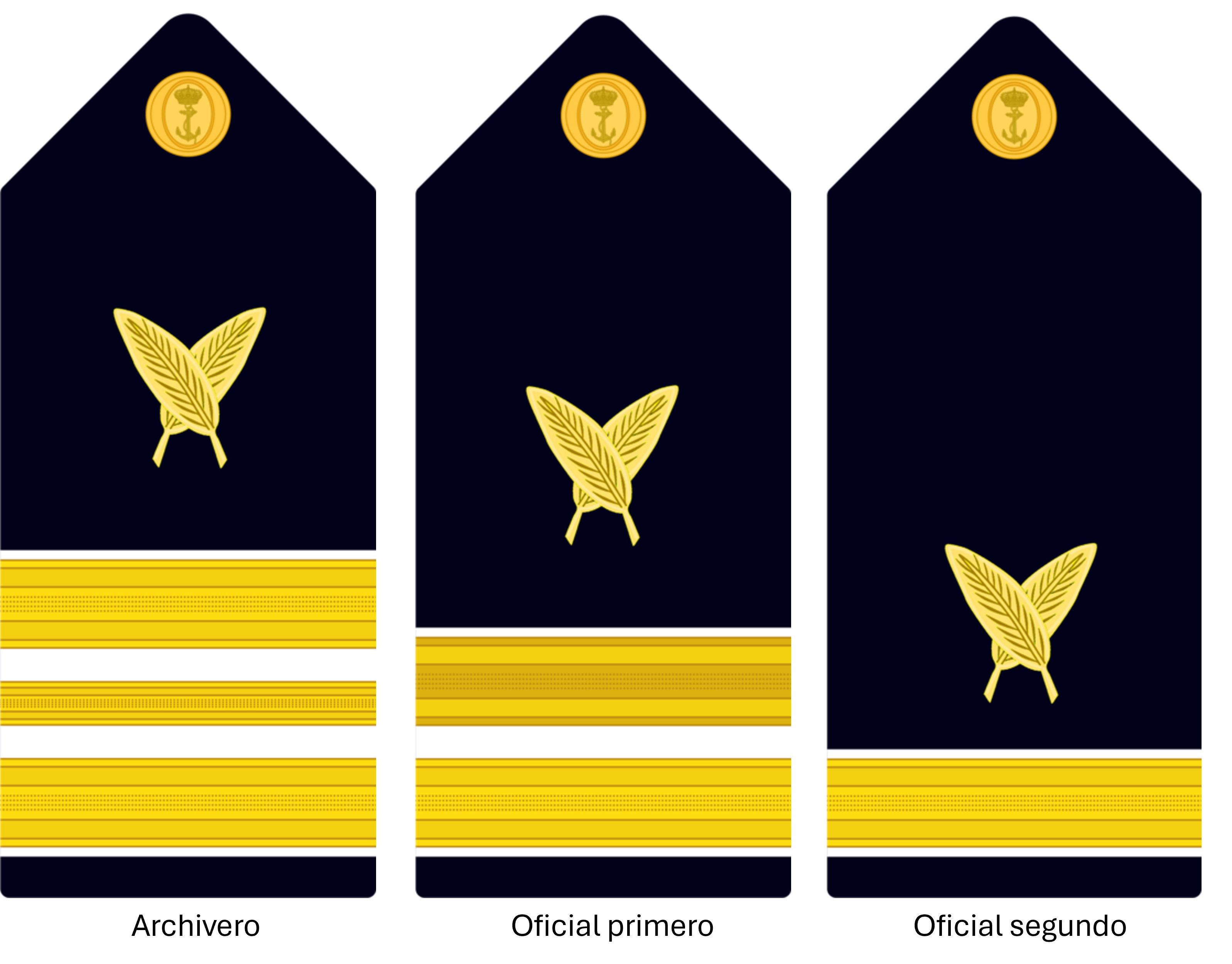
Palas del Cuerpo de Oficinas

En 1934 se crea la Escuela de Estudios Superiores de Intendencia para formar jefes y oficiales especializados en misiones logístico-industrial-administrativas, encomendadas al Cuerpo. 
En 1958 se crean las especialidades de Bromatología y Subsistencias (B. S.) y Vestuarios y Técnica Textil (V. T). En 1963 se agregan las de Económico Legal (E. L.), Estadística (E) y Aprovisionamiento y Transportes (A. T.).
En 1970 se establece el Centro de Estudios Superiores de Intendencia de la Armada (CESIA), con la misión de completar y perfeccionar los conocimientos profesionales de los Oficiales del Cuerpo de Intendencia. 
Actualmente, el CESIA tiene la consideración “Escuela de Especialidad complementaria”, cuya finalidad es la de impartir “enseñanza militar de perfeccionamiento” tanto al personal del Cuerpo de Intendencia de la Armada, como a otros Cuerpos y Armas.
En la actualidad (y de un modo similar a como se ingresaba antes de 1943) se ingresa tras aprobar una oposición a la que se puede acceder teniendo un título universitario oficial de Grado inscrito en el Registro de Universidades, Centros y Títulos, en la rama de conocimiento de Ciencias Sociales y Jurídicas vinculado con la economía, la empresa y el derecho, (Económicas, Empresariales, Derecho…)  y realizan dos cursos académicos: un primer curso, dividido en dos etapas, la primera como Aspirantes de 1.° y la segunda como Guardiamarinas de 1.º, y un segundo curso como alféreces-alumnos. Finalizados sus estudios, salen de la Escuela con el empleo de tenientes de Intendencia.

## Funciones
El Cuerpo de Intendencia de la Armada, cuyos miembros están agrupados en una Escala Superior de Oficiales, tienen los siguientes cometidos:
- Planeamiento y gestión de los recursos económicos y el asesoramiento en materia económico-financiera en el ámbito de la Armada.
- Realizar funciones de logística y abastecimiento en todas sus fases: Provisión de materiales necesarios para los sistemas de la Armada y de los que afecten a la vida y funcionamiento de sus unidades, la dirección, gestión y control de la catalogación, de los inventarios y de su correspondiente documentación técnica, la dirección, gestión y control de los servicios de carácter general asociados a la vida y funcionamiento de la Armada, del transporte de personal y material, y la enajenación del material declarado inútil.
- Desarrollar las acciones directivas y ejecutivas que requiera el cumplimiento de sus cometidos en el ejercicio de las funciones de mando, de administración y logísticas, de apoyo al mando, y técnico-facultativas.
- Docentes, relacionadas con las áreas específicas de su Cuerpo y aquellas que reglamentariamente se hayan establecido.

| Alfonso XIII                          |
| Gorra de oficial (Reglamento de 1909) |

| Alf XIII                                         |
| Pala de Oficinas y Archivos (época II República) |

| Alfonso XIII                         |
| Pala de General (Reglamento de 1909) |

| Franco                               |
| Galleta para gorra (época de Franco) |

| Juan Carlos                          |
| Pala de aspirante (época de Franco). |

| Gral                                  |
| Bocamanga de Tte. Col. de Intendencia |

|                                       |
| Pala de Intendente (Gral. de Brigada) |

## Empleos
Estas son las denominaciones de los empleos del Cuerpo de Intendencia de la Armada y las equivalencias con el Cuerpo General de la Armada:
- Alférez-Alumno........................................Alférez de Fragata
- Teniente de Intendencia............................Alférez de Navío
- Capitán de Intendencia..............................Teniente de Navío
- Comandante de Intendencia......................Capitán de Corbeta
- Teniente Coronel de Intendencia...............Capitán de Fragata
- Coronel de Intendencia..............................Capitán de Navío
- General de Brigada de Intª.........................Contralmirante
- General de División de Intª.......................Vicealmirante

Anteriormente, el empleo de general de división se denominaba Intendente General y el de general de brigada, Intendente.

## Divisas y distintivos
El distintivo del cuerpo es un sol formado por un círculo de catorce milímetros de diámetro bordado de oro según líneas horizontales, con dos halos de dieciséis rayos lingüiformes de siete y cinco milímetros de longitud, respectivamente, alternados en su colocación y con la misma clase de bordado. En las mangas tendrá un diámetro de 28 mm. y de 23 mm. en las palas. Las divisas irán colocadas sobre fondo blanco.
| Bandera de España   |                    |         |              |            |         |          |         |  |  |  |  |  |  |  |  |  |  |  |
| General de división | General de brigada | Coronel | Tte. Coronel | Comandante | Capitán | Teniente | Alférez |  |  |  |  |  |  |  |  |  |  |  |

## Enlace a otros Cuerpos de la Armada
- Cuerpo General de la Armada
- Cuerpo de Ingenieros de la Armada
- Cuerpo de Infantería de Marina
- Cuerpo de Máquinas de la Armada
- Cuerpo de Sanidad de la Armada
- Cuerpo Eclesiástico de la Armada
- Cuerpo Jurídico de la Armada
- Cuerpo de Intervención de la Armada